# Erythrina gibbosa
Erythrina gibbosa là một loài thực vật có hoa trong họ Đậu. Loài này được Cufod. miêu tả khoa học đầu tiên.